# 南海爭端時間線

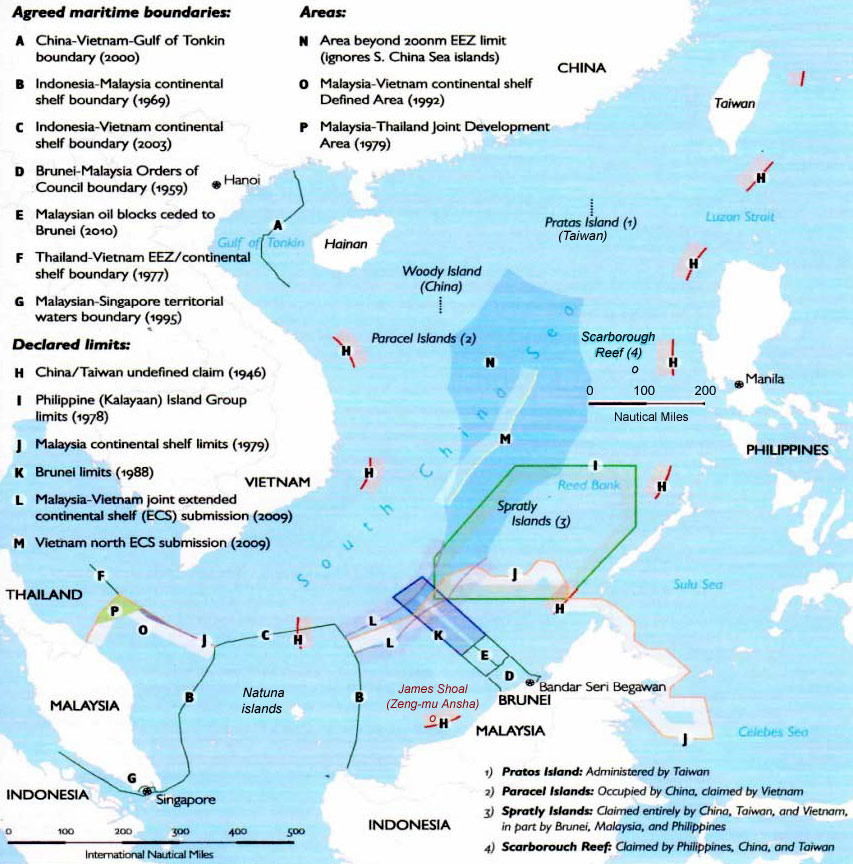
南海的各國主張和協議

在南海的領土主張

這頁面涵蓋與南海爭端相關事件的時間線。

### 1951年
9月8日 - 《舊金山和約》簽定，日本宣佈放棄台灣、南沙群島、西沙群島等地的主權。

### 1952年
4月28日 - 中華民國與日本在臺北賓館簽署《中日和約》，日本重次確定放棄澎湖群島以及南沙群島、西沙群島之一切權利。

### 1974年
1月20日 - 西沙海戰爆發，中華人民共和國成功奪取西沙永樂群島中原由越南共和國控制的珊瑚、甘泉、金銀三島，實際控制整個西沙群島及其周邊海域。

### 1988年
3月14日 - 中華人民共和國與越南爆發赤瓜礁海戰，中華人民共和國成功控制了赤瓜礁等七個南沙島礁。

### 2001年
4月1日 - 中美撞機事件，南海局勢一度緊張。

### 2002年
11月4日 - 中華人民共和國和東協十國在柬埔寨金邊簽署《南海各方行為宣言》，呼籲以和平合作及對話方式解決爭議。

### 2008年
2月2日 - 時任中華民國總統陳水扁搭乘的C-130運輸機降落太平島宣示主權，菲律賓作出外交抗議。

### 2010年
7月18日 - 中華人民共和國潛水器「蛟龍號」在南海3000米海底處插上了一面中華人民共和國國旗以宣示主權。
7月23日 - 時任美國國務卿希拉里明確表示，南海事務關乎美國的國家利益。

### 2011年
11月9日 - 馬來西亞前首相马哈迪·莫哈末表示，中國不對任何人構成威脅，他不擔心中國的侵略，並指責美國挑釁中國，試圖讓中國的鄰國反對中國。

### 2012年
9月5日 - 中華民國海巡署在太平島進行例行實彈射擊，是50年來第一次。
9月12日 - 菲律賓總統艾奎諾三世頒布第29號行政命令，自行將南海命名為「西菲律賓海」。

### 2014年
5月26日 - 越南政府表示，大約40艘中方漁船在越南所稱的專屬經濟區內包圍了越南多艘漁船，其中一艘越南漁船被撞沉。地點距中華人民共和國在西沙群島部署的鑽海平台以南17海里處，這區域是在越南的領海內。

### 2015年
6月8日 -  中華人民共和國海警船停泊在其中一個南海主權存議的島嶼，由馬來西亞實際控制的巴丁宜阿里淺灘，這引發馬來西亞的抗議。
6月30日 - 印尼總統佐科·維多多乘坐軍艦視察納土納群島海域宣示主權。
10月27日 -  美國驅逐艦拉森號驅逐艦駛入中華人民共和國所控制的渚碧礁及美濟礁12浬內海域。這是美國所謂的「航行自由行動 (Freedom of Navigation Operation)」的一步。

### 2016年
5月23日 - 時任美國總統奧巴馬訪問越南，旨在加強雙邊在南海的關係。
7月12日 - 南海仲裁案結果公佈，支持菲律賓幾乎全部的訴求。中華人民共和國拒絕接受裁決，指仲裁庭沒有法律基礎及帶有明顯的政治偏見。
7月12日 - 埃塞俄比亞支持中華人民共和國在爭端中的立場。
7月25日 - 東盟就南海爭端發表聯合聲明，承諾確保和促進該地區的和平、穩定與安全。
8月6日 - 新加坡總理李顯龍表示，南海仲裁案「強而有力」，新加坡希望各國都能尊重國際法，接受仲裁結果。中華人民共和國外交部發言人華春瑩回應指仲裁案裁決無效，並表示希望新加坡尊重中方立場及保持客觀公正。

### 2019年
12月12日 - 馬來西亞向聯合國提出一項與南海有關的文件，文件要求劃定大陸架邊界，中華人民共和國對此強烈抗議。

### 2020年
7月23日 - 澳大利亞向聯合國提交聲明支持東盟及指中華人民共和國在南海主權申索是「非法」。
7月29日 - 馬來西亞向聯合國遞交一項普通照會（note verbale）意見書，稱中華人民共和國的南海主張違反《聯合國海洋法公約》且不具法律效力，並逾越中華人民共和國在公約下規定的海域邊界。
9月9日 - 越南外交部长范平明在东盟会议上表示，国际法和多边組織目前正受到巨大的挑战，对此欢迎美国为东盟对维护南海的和平、稳定与发展所作出的积极贡献。
12月22日 - 中華人民共和國宣布美國驅逐艦約翰·麥凱恩號在侵入南沙群島附近的中國領海後被驅逐。

### 2021年
1月 - 日本在聯合國指中華人民共和國在南海劃設的有關領海基線乃不符合《聯合國海洋公約法》，認為南海部份場域乃是不能被據為領土、也不具有領海和領空的低潮高地。
3月16日 - 日本與美國發表聯合聲明，重申反對中華人民共和國在南中國海的非法海事聲索和活動，並重申2016年南海仲裁案的判決是最终判決，且對所有當事方具法律約束力。
3月28日 - 日本防衛大臣岸信夫與印尼國防部長普拉伯沃達成共識，反對中華人民共和國在東海及南海擴大行動企圖片面改變現狀，並考慮在南海舉行日本印尼聯合軍演。
4月17日 - 日美首腦會談後，日本與美國再度發表聯合聲明，不承認並強烈反對中華人民共和國在南中國海乃違反國際法的非法海洋權益主張。
7月11日 - 美國國務卿布林肯警告中華人民共和國不要攻擊菲律賓軍隊，否則將援引1951年《美菲共同防禦條約》的共同防禦承諾。
7月30日 - 英國航母伊麗莎白女王號穿越南海，中華人民共和國發出警告。
8月1日 - 德國巴伐利亞號巡防艦穿越南海，自2002年以來首次。時任德國防長指會和盟友一同在印太宣示存在。

### 2025年
菲律賓當局8月11日通報，中國人民解放軍海軍的桂林号导弹驱逐舰與中國海警局的編號CCG 3104號「南域」艦（原056型導彈護衛艦510號「寧德」艦）由於中方人員操作不當導致中國艦艇互撞的慘烈事件，並傳出有中方人員不幸喪生。